# Pedra de Einang
A Pedra de Einang (em norueguês:  Einangsteinen) é uma pedra rúnica em ardósia, datada para o século IV, e colocada em Vestre Slidre, na Noruega.

É a pedra rúnica mais antiga na sua localização original, estando escrita com runas do tipo futhark antigo, em  nórdico primitivo. No seu pequeno texto, aparece pela primeira vez a palavra ”runa”.

## Texto da pedra
Transliteração: [ek gu/o]dagastiR runo faihido

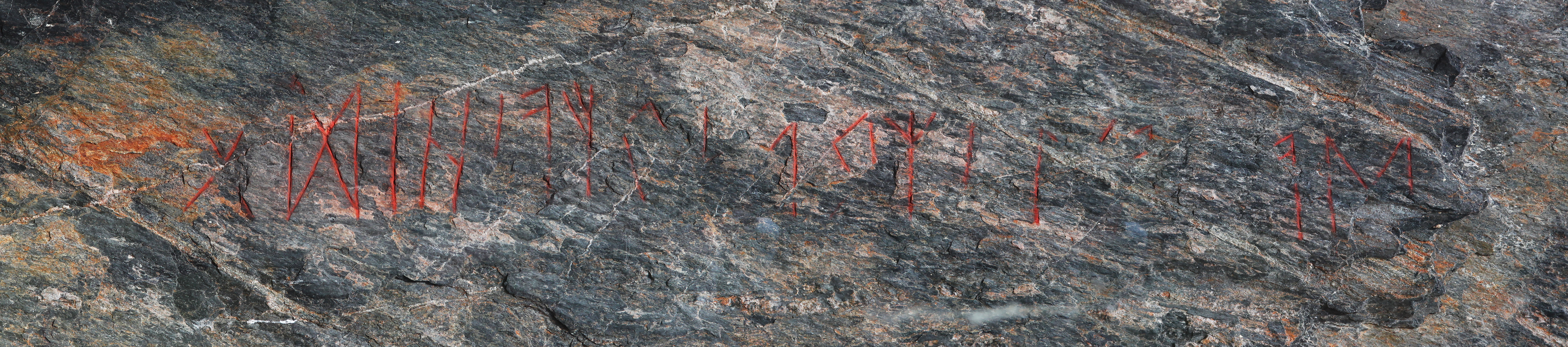
Inscrição rúnica na Pedra de Einang.

Uma tradução: ”Eu, Godagastiʀ, fiz estas runas.”

Comentários: A autoria desta obra é atribuída a Goðagastir.